# 马可尼定律
马可尼定律（英語：Marconi's law）表明，天线发射无线电信号能传输得最好，其最佳距离等于发射天线高度的平方。这是马可尼在1897年于意大利索尔兹伯里平原实验得到的定律。后来，1900年，这定律得到意大利皇家海军实验的支持。